# مضيف الحدث
رئيس الاحتفالات (بالانجليزية : master of ceremonies) هو المضيف الرسمي لحفل أو حدث مسرحي أو مؤتمر أو تجمع أو برامج مماثلة.
بالإضافة إلى ذلك ، يوجد هذا المصطلح أيضًا في فئات مختلفة من أخويات الفروسية .
يشمل دور مسؤول الزفاف مجموعة واسعة من المهارات ، وغالبًا ما يتلقى أولئك الذين يخدمون في هذا الدور تدريبًا مكثفًا في المجالات التالية:
- قدم علامات التشجيع
- تقديم مقدمات
- مروحة ميكروفون
- الموقف والموقف
- تفسير صوتي
- انطلاق

كما يتابع منظمو حفلات الزفاف والمناسبات الخاصة تنسيق مناسباتهم ، بما في ذلك التواصل مع موظفي الاستقبال.

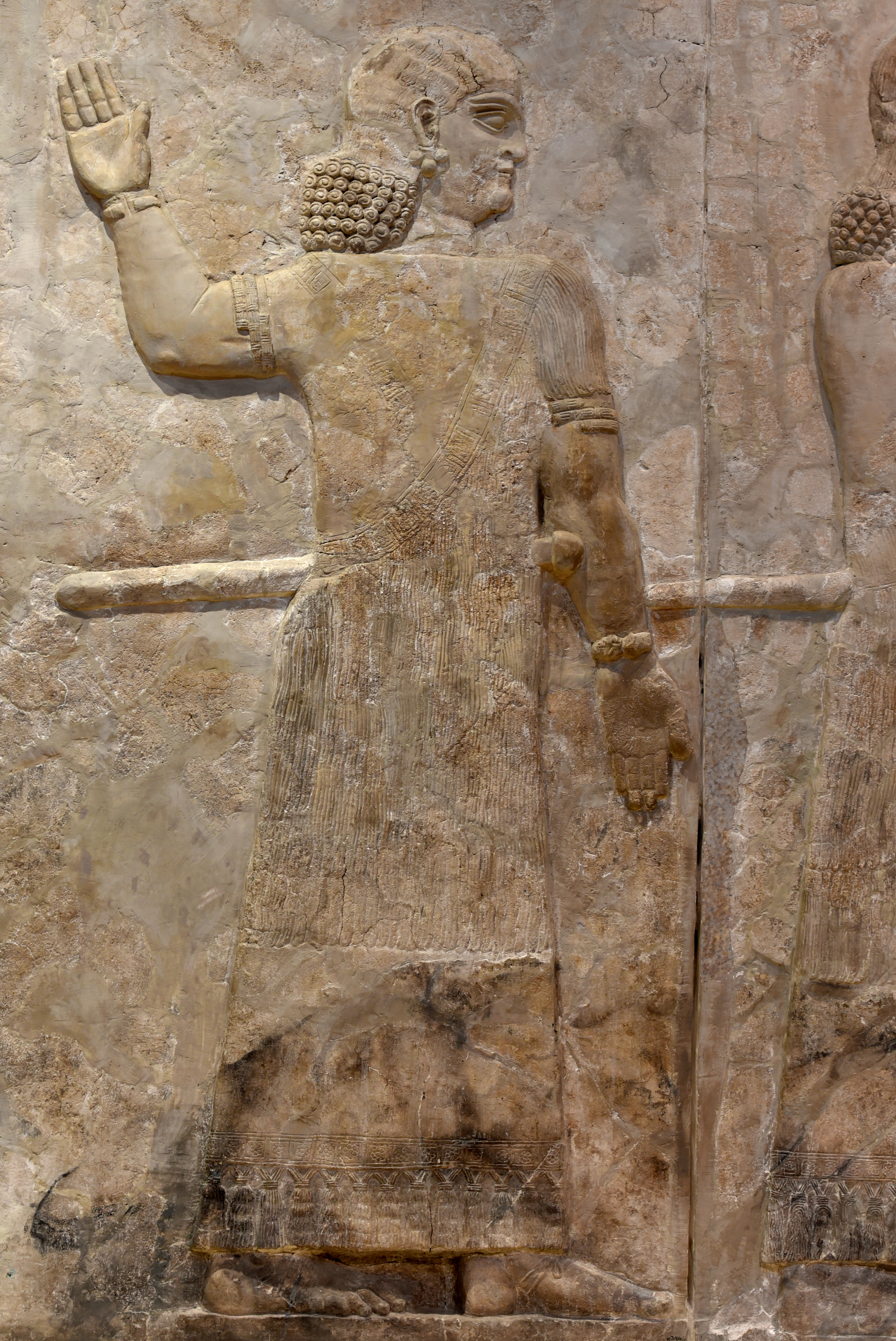
مؤدي احتفالي آشوري ، جزء من مشهد تحية طويل. نقش مرمري. من خورساباد ، العراق يرجع لحوالي عام 710 م. محفوظ في متحف العراق

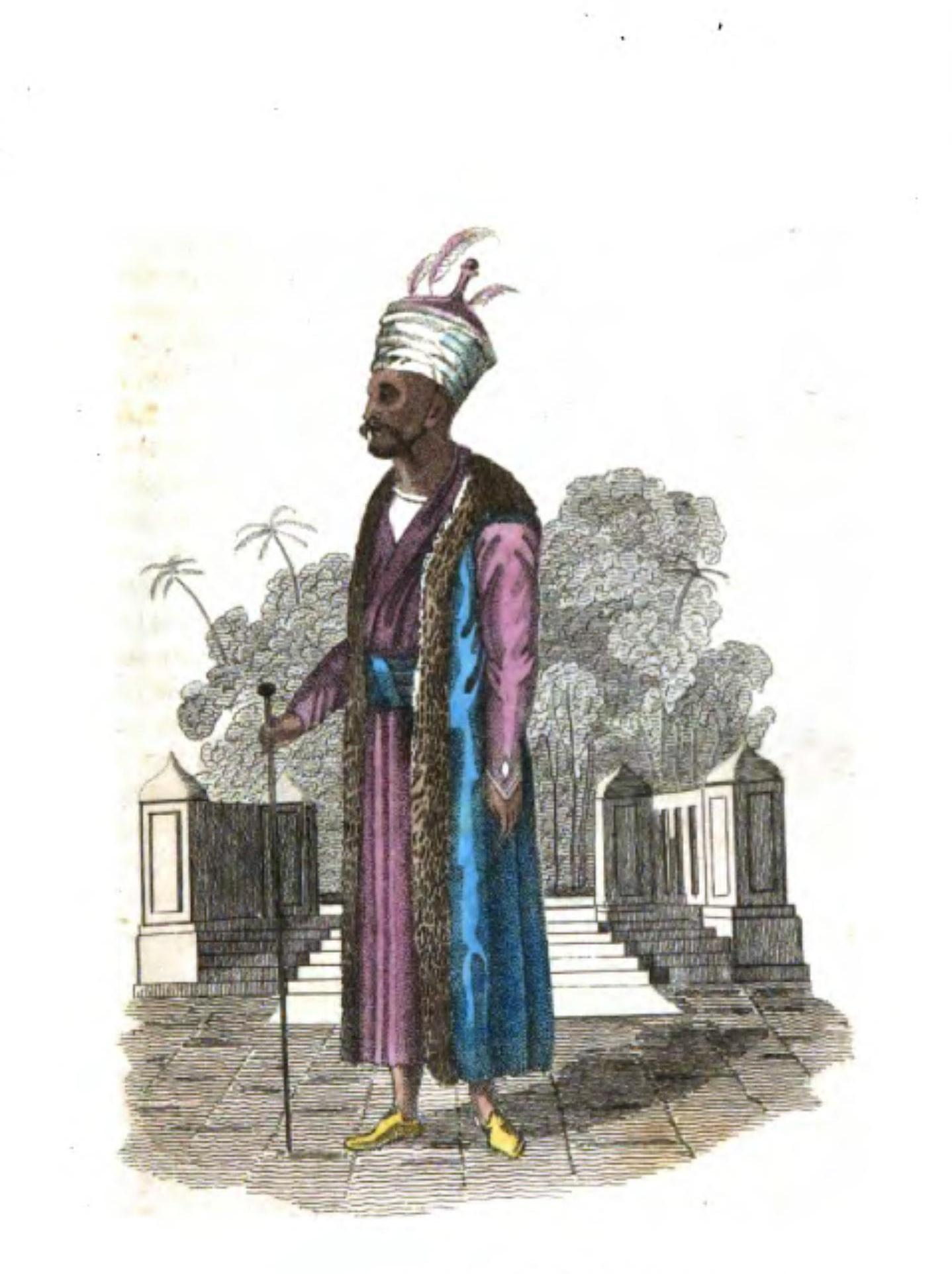
" منفذ الحفل". من كتاب فارس لفريدريك شوبرل 1828

هذا الدور شائع في ثقافة مجتمعات الفروسية و كذلك في المنظمات الأخوية الأكثر حداثة مثل الماسونيين و الزملاء الفرديين . 
1. ↑  "Master of ceremonies". Wikipedia (بالإنجليزية). 13 May 2022.